# جورج اوهارا
جورج اوهارا (انگلیسی: George O'Hara؛ ‏ ۲۲ فوریهٔ ۱۸۹۹ – ۱۶ اکتبر ۱۹۶۶) یک فیلم‌نامه‌نویس و هنرپیشه اهل ایالات متحده آمریکا بود.

## فیلم‌شناسی
- خوشه‌های خشم (۱۹۴۰)
- خیابان فرعی (۱۹۲۹)
- یک مرد مجرد (۱۹۲۹) (*نویسنده)
- Pirates of the Pines (۱۹۲۸)
- The Sea Beast (۱۹۲۶)
- Casey of the Coast Guard (۱۹۲۶)
- Why Girls Go Back Home (۱۹۲۶)
- Bigger Than Barnum's (۱۹۲۶)
- Listen Lester (۱۹۲۴)
- چهارراه‌های نیویورک (۱۹۲۲)
- قهرمان یک شهر کوچک (۱۹۲۱)
- عشق، شرافت و سلوک (۱۹۲۰)